# Nuzi
Nuzi of Noezi was een oude stad ten zuidwesten van Kirkoek in het moderne Irak, dicht bij de Tigris. Het werd in ca. 1500 v.Chr. gesticht door de Hurrieten. Vanaf ongeveer 1500 tot 1350 v.Chr. lag Nuzi aan de rand van het koninkrijk Mitanni, een belangrijke machtsfactor in het noorden van Mesopotamië tot het opging in het Assyrische rijk.
Er woonden al Hurrieten in de streek ten noorden van de Tigris, om wat nu de Iraakse stad Kirkoek is. Dit was onderdeel van het koninkrijk van Arrapha. Opgravingen bij Yorgan Tepe, het oude Nuzi, leverden een van de belangrijkste vindplaatsen op voor onze kennis over de Hurrieten. Hurritische koningen zoals Ithi-Teshup en Ithiya heersten over Arrapha, maar tegen het midden van de 15e eeuw v.Chr. waren ze vazallen geworden van de Grote Koning van Mitanni.

## De tabletten
De belangrijkste vondst bij de opgravingen in de jaren 1920 in Nuzi waren de duizenden kleitabletten in Akkadisch spijkerschrift. De stad van de late bronstijd die deze documenten naliet, bestond van ongeveer 1500 tot 1350 v.Chr. en werd daarna door de Assyriërs, hoogstwaarschijnlijk onder Assur-uballit I verwoest. Ze waren van onschatbare waarde voor het verwerven van inzicht in de wettelijke, commerciële en militaire activiteiten van de stad. Maar ze wierpen ook licht op de cultuur van het oude Nabije Oosten, onder andere op vroege versies van de verhalen uit de bijbelse figuren Laban en Jakob. Ze lichten zeden en gewoonten toe inzake huwelijk, adoptie, erfenis e.d. die teruggaan op de oude tijd en veel verklaren dat in het Oude Testament duister is. Zo verleent bijvoorbeeld het bezitten van de huisgoden erfrecht, en dat verklaart Aartsmoeder Rachels bedoeling met het wegnemen van de vaderlijke huisgoden en erop gaan zitten, zodat Laban ze vruchteloos zocht. (Gen. 31).

## De ondergang van Nuzi

### Vredestijd
Nuzi was onderdeel van het vorstendom Arrapha. Arrapha lag ten oosten van Assyrië en aanvankelijk waren zowel Arrapha als Assyrië vazallen van Mitanni, dat altijd Hanigalbat genoemd wordt in Nuzi. Arrapha met Nuzi waren de oostelijkste buitenpost van het rijk. Assyrië brak uiteindelijk met Mitanni en verving het als de dominante macht in de regio. Ook de streek van Arrapha kwam uiteindelijk onder bewind van de Assyriërs, maar dit ging niet zonder geweld gepaard. De Nuzi-teksten stammen van voor die tijd en laten Assyriërs zien die vredig in Nuzi verblijven, er werken als schrijver, diplomatieke functies vervullen of zichzelf als slaaf verkopen omdat ze in de schulden zitten. Het leger van Mitanni was er ook aanwezig, geïntegreerd met plaatselijke eenheden, hoewel er verschillen waren in het soort bewapening.

### Turša
Uit de laatste teksten blijkt echter dat er oorlog dreigde. Er is sprake van een Assyrische aanval op Turša, een stad aan de westgrens van Arrapha met Assyrië. De burgemeesters van de grensstreek met Assyrië, waaronder Nuzi worden opgeroepen boogschutters te werven. De slag om Turša wordt duidelijk uit een archief van een familie die daar belangen had en er zijn beschrijvingen van bezittingen en slaven die uit het gebied van Arrapha naar de stad Assur gesleept worden. Er zijn niet minder dan vijf teksten die het gebeuren beschrijven en het is duidelijk dat Assyrië de agressor was en niet Babylonië, het 'land van Akkad' zoals het in Nuzi genoemd wordt.

### Het einde
De aanval van de Assyriërs beperkte zich niet tot Turša. De teksten noemen ook Apena, Arn-apu, Arwa, Lubti, Silliya en Zizza en geven bijzonderheden van de verliezen daar. Alleen van Lubti weten we waar het gelegen moet hebben: in het zuidoosten van Arrapha bij de grens met Babylonië. De Assyriërs maakten waarschijnlijk een omtrekkende beweging alvorens het centrum van Arrapha, met de stad Arrapha en Nuzi in te nemen, maar over dat stadium zijn geen bronnen meer.